# Gilbert Peak
Gilbert Peak je hora v pohoří Uinta Mountains, na severovýchodě Utahu, na hranici Summit County a Duchesne County.
S nadmořskou výškou 4 098 metrů
je třetí nejvyšší horou Uinta Mountains a také třetí nejvyšší horou Utahu.
Gilbert Peak leží ve střední části pohoří, necelých 6 kilometrů severovýchodně od nejvyšší hory Uinta Mountains a Utahu, vrcholu Kings Peak.